# P-500 Bazalt
Le P-500 Bazalt (en russe : П-500 «Базальт» ; en français : Basalte) est un missile de croisière supersonique antinavire à turboréacteur utilisé par la marine soviétique puis russe. Son appellation OTAN est SS-N-12 Sandbox; sa version modernisée est P-1000 Vulkan AShM SLCM.

## Historique
Développé par OKB-52 MAP (plus tard NPO Mashinostroyeniye), il est entré en service pour remplacer le SS-N-3 Shaddock. 
Le P-500 Bazalt a été déployé pour la première fois en 1975 sur le porte-avions soviétique Kiev et a ensuite été ajouté au sous-marin de la classe Echo II et Juliett.
Une version du P-500 Bazalt avec un guidage et des moteurs améliorés est utilisée sur les navires de la classe Slava.

## Description
Le P-500 Bazalt dispose d'une portée de 550 km et d'une charge utile de 1 000 kg, ce qui lui permet de transporter une ogive nucléaire explosive de 350 kt ou une charge explosive de 950 kg. 
Le P-500 Bazalt utilise le guidage radar actif pour le guidage terminal, et peut recevoir une correction à mi-parcours depuis le D-Tupolev Tu-95RTs Bear D, le Kamov Ka-25K Hormone B ou du Kamov Ka-31.

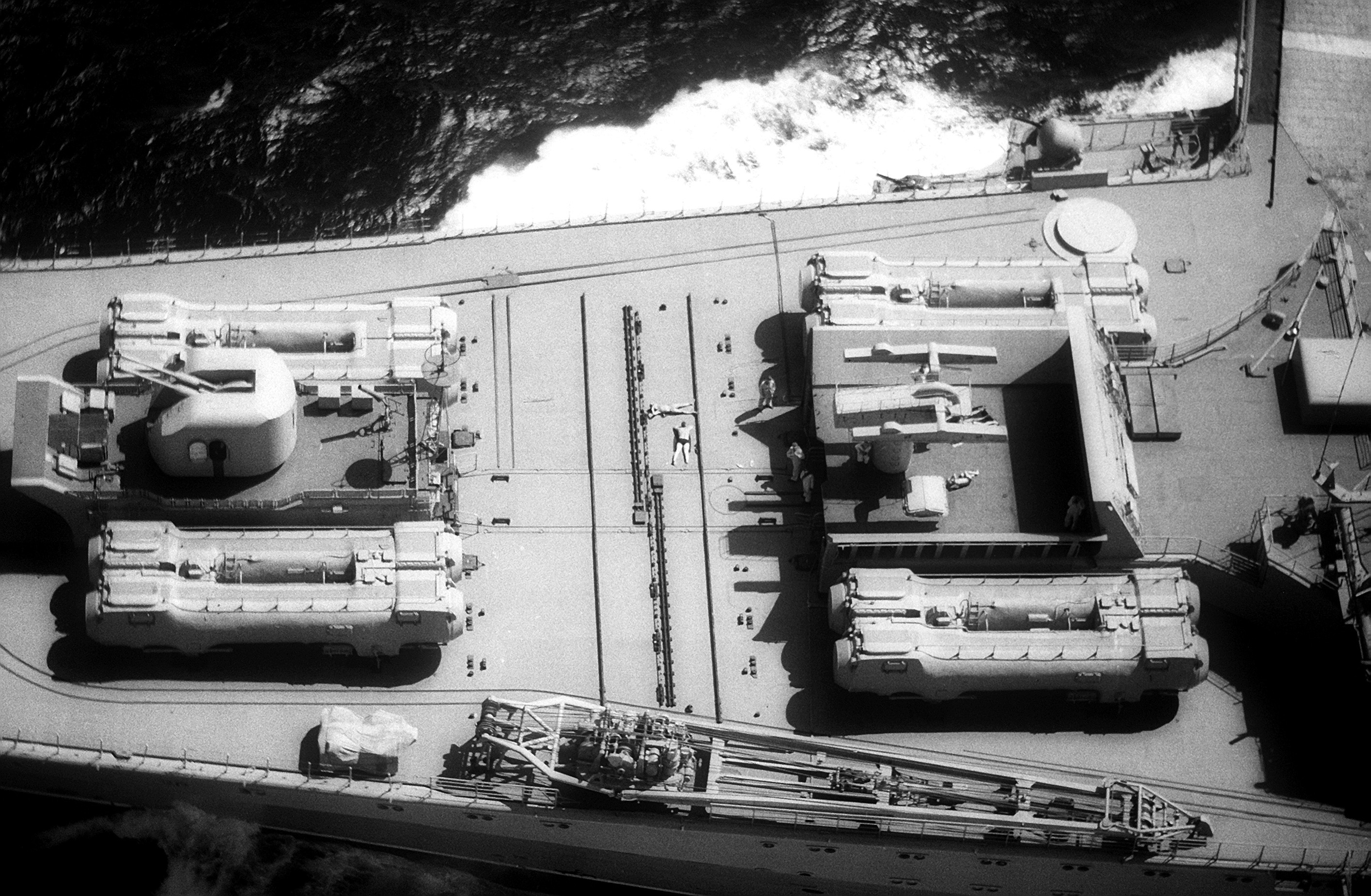
Huit lanceurs SS-N-12 sur le porte-aéronefs Kiev

Les missiles étaient destinés à être lancés par salve ; un sous-marin pouvait en lancer huit en succession rapide, en gardant le contrôle de chacun d'entre eux grâce à une liaison de données séparée. 
La salve pouvait coordonner son action en vol ; l'un des missiles pouvait voler à une altitude plus élevée et utiliser son radar actif pour rechercher des cibles, transmettant ensuite les données recueillies aux autres missiles qui restaient à basse altitude. 
Les missiles étaient programmés pour que la moitié d'une salve se dirige vers le principal navire "ciblé", l'autre moitié ciblant les autres navires la flotte ennemie. 
Si le missile volant en haute altitude était abattu, un autre de la salve surgirait automatiquement pour prendre sa place.
Tous les missiles passaient au radar actif pour la phase terminale de l'attaque.

## P-1000 Vulcain

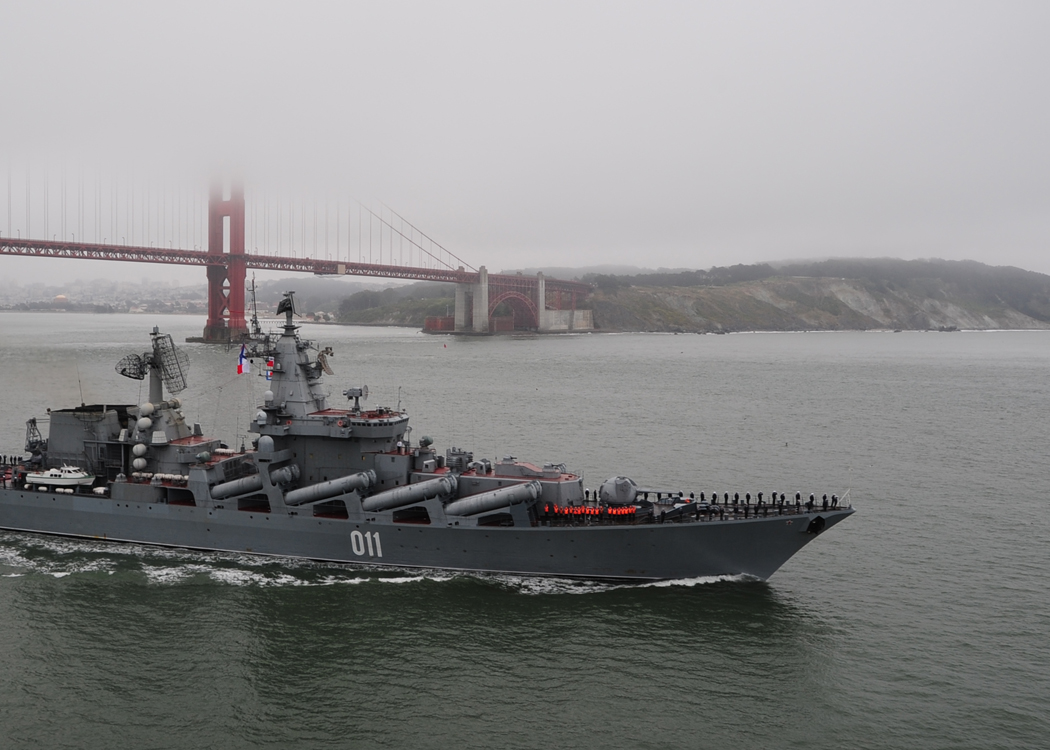
Les huit paires de lanceurs de P-500 sont une caractéristique distinctive des croiseurs de la classe Slava ; le Varyag (navire présent sur la photo) fut ensuite équipé de Vulkan P-1000.

Une version améliorée du P-500 a été installée sur trois sous-marins de classe Echo II vers la fin de la guerre froide. 
Le Vulkan P-1000 possède vraisemblablement la même portée de tir et la même vitesse maximale que le P-500 Bazalt. 
Le poids du missile a été augmenté de 1-2 tonnes. Le missile possède un turboréacteur et un accélérateur à poudre au départ. 
Les régimes de vol à haute altitude sont vraisemblablement les mêmes que ceux du P-500.
Le P-1000 a été commandé le 15 mai 1979 auprès de NPO Mashinostroyeniya, il a volé en juillet 1982 et a été accepté le 18 décembre 1987.
Il a été installé sur trois sous-marins de classe Echo II de la Flotte du Nord entre 1987 et 1993; la conversion de deux unités de la flotte du Pacifique, le K-10 et le K-34, a été abandonnée en raison du manque de fonds. 
Parmi les sous-marins qui ont reçu le P-1000, le K-1 a été désarmé après un accident de réacteur en 1989, le K-35 a été démantelé en 1993 et le K-22 en 1995. 
Le P-1000 a été installé sur le croiseur de classe Slava Varyag, et certaines sources rapportent des missiles P-1000 sur son navire jumeau Moskva, coulé.

## Développements connexes
Le P-700 Granit (appellation OTAN SS-N-19 Shipwreck) était partiellement basé sur le SS-N-12, mais avec une cellule significativement modifiée, l'avionique reste cependant très similaire.

## Utilisateurs
Ancien utilisateur :
- Union soviétique

Utilisateur actuel :
- Russie